# Fisera phricotypa
Fisera phricotypa là một loài bướm đêm trong họ Geometridae.